# John Leguizamo
John Alberto Leguizamo Peláez (ur. 22 lipca 1964 w Bogocie) – kolumbijsko–amerykański aktor, komik i producent filmowy.
Wystąpił w ponad 100 filmach, wyprodukował ponad 20 filmów fabularnych i dokumentalnych, wystąpił w ponad 30 serialach telewizyjnych i wyprodukował różne projekty telewizyjne. Pisał także i występował na scenie Broadwayu. Laureat nagrody specjalnej Tony Award 2018. Jako aktor dubbingowy użyczył głosu postaciom z filmów animowanych, w tym jako szczur w Dr Dolittle (1998), Gune w Titanie – Nowej Ziemi (2000), Bruno w Naszym magicznym Encanto (2021) oraz Sid w Epoce lodowcowej (2002) i sequelach – Epoka lodowcowa 2: Odwilż (2006), Epoka lodowcowa 3: Era dinozaurów (2009), Epoka lodowcowa 4: Wędrówka kontynentów (2012) i Epoka lodowcowa 5: Mocne uderzenie (2016).

## Życiorys

### Wczesne lata
Urodził się w Bogocie w Kolumbii jako syn Luz Mariny Peláez i Alberta Rudolfa Leguizamo, pośrednika w handlu nieruchomościami / kelnera. Kiedy miał cztery lata, jego rodzina wyemigrowała do Stanów Zjednoczonych. Wychował się w dzielnicy Queens w Nowym Jorku. Uczęszczał do Joseph Pulitzer Middle School, a następnie naukę kontynuował w Murry Bergtraum High School. Studiował aktorstwo pod Lee Strasberga w Tisch School of the Arts przy Uniwersytecie Nowojorskim.

### Kariera
W 1984 rozpoczął pracę w stand-up w nocnych klubach w Nowym Jorku. W 1987 wystąpił na Off-Broadwayu w sztuce La Puta Vida Trilogy z Johnem Turturro i jako Puck w Śnie nocy letniej z Fisherem Stevensem.
Po raz pierwszy pojawił się przed kamerami w teledysku Madonny „Borderline” (1984). Następnie trafił do obsady filmu Mixed Blood (1985) z Rodneyem Harveyem jako Macetero i serialu NBC Policjanci z Miami (1986–89) jako Ivan Calderone. Wystąpił potem jako szeregowiec Antonio Diaz dramacie wojennym Briana De Palmy Ofiary wojny (Casualties of War, 1989) u boku Michaela J. Foxa i Seana Penna, dreszczowcu Tony’ego Scotta Odwet (Revenge, 1990) z Kevinem Costnerem, Anthonym Quinnem i Madeleine Stowe oraz filmie sensacyjnym Renny Harlin Szklana pułapka 2 (Die Hard 2, 1990). W dramacie Mike’a Nicholsa Odnaleźć siebie (Regarding Henry, 1991) zagrał złodzieja w sklepie monopolowym, która strzela do Harrisona Forda. Jego kariera tak naprawdę zaczęła się rozwijać po roli Johnny’ego, nerwowego młodego nastolatka z Bronxu w filmie niezależnym Trzymaj z ferajną (Hangin' with the Homeboys, 1991) z Bruce’em Willisem.
W 1998 zadebiutował na Broadwayu w produkcji Freak na podstawie własnego scenariusza, zdobywając nagrodę Drama Desk i dwie nominacje do Tony Award.
Za rolę Chi-Chi w komediodramacie Ślicznotki (To Wong Foo, Thanks for Everything! Julie Newmar, 1995) zdobył nominację do Złotego Globu dla najlepszego aktora drugoplanowego. W 1999 za jednoosobowy występ na stojąco w John Leguizamo: Freak otrzymał nagrodę Emmy. W Miłości w czasach zarazy (2007) wystąpił w roli ojca Ferminy.

## Życie prywatne
W latach 1994–1996 aktor był żonaty z Yelbą Matamoros. Małżeństwo skończyło się rozwodem. 5 maja 2003 roku ponownie ożenił się. Jego drugą wybranką została Justine Mauer, z którą ma dwójkę dzieci: córkę o imieniu Allegra Sky (ur. 23 października 1999) i syna Lucasa (ur. 5 grudnia 2000).

## Publikacje
- John Leguizamo: Mambo Mouth. Bantam, 1993. ISBN 978-0-553-37087-4.
- John Leguizamo: Spic-O-Rama: a Dysfunctional Comedy. Bantam, 1994. ISBN 978-0553372885.
- John Leguizamo, David Bar Katz: Freak: A Semi-Demi-Quasi-Pseudo. Riverhead Books, 1998. ISBN 978-1573226936.
- John Leguizamo: Pimps, Hos, Playa Hatas, and All the Rest of My Hollywood Friends: My Life. HarperCollins, 2007. ISBN 978-0060520724.
- John Leguizamo: The Works of John Leguizamo: Freak, Spic-o-rama, Mambo Mouth, and Sexaholix. HarperCollins, 2008. ISBN 978-0060520700.
- John Leguizamo: Ghetto Klown. Abrams ComicArts, 2015. ISBN 978-1-4197-1518-1.

## Filmografia
- 2022: Menu (The Menu) jako gwiazdor filmowy
- 2022: Dzika noc (Violent Night) jako Scrooge
- 2021: Nasze magiczne Encanto (Encanto) jako Bruno Madrigal (głos)
- 2012: Epoka lodowcowa 4: Wędrówka kontynentów (Ice Age: Continental Drift) jako Sid (głos)
- 2011: Prawnik z lincolna (The Lincoln Lawyer) jako Val Valenzuela
- 2010: Zniknięcie na 7. ulicy (Vanishing on 7th Street) jako Paul
- 2010: Windykatorzy (Repo Men) jako Asbury
- 2009: Gamer jako Freek
- 2009: Krzyk mody (Rage) jako Jed
- 2009: Epoka lodowcowa 3: Era dinozaurów (Ice Age: Dawn of the Dinosaurs) jako Sid (głos)
- 2008: Cud w wiosce Santa Anna (Miracle at St. Anna) jako Enrico
- 2008: Zawodowcy (Righteous Kill) jako detektyw Simon Perez
- 2008: Zdarzenie (The Happening) jako Julian
- 2007: Miłość w czasach zarazy (Love in the Time of Cholera) jako Lorenzo Daza
- 2007: Bejbis (The Babysitters) jako Michael
- 2006: Epoka lodowcowa 2: Odwilż (Ice Age 2) jako Sid (głos)
- 2006: Tydzień Kawalerski (The Groomsmen)
- 2005: Ziemia żywych trupów (Land of the Dead) jako Cholo
- 2005: Sueño jako Antonio
- 2005: Bardzo długa podróż poślubna (The Honeymooners) jako Dodge
- 2005: Atak na posterunek (Assault on Precinct 13) jako Hagen
- 2004: Kroniki (Crónicas) jako Manolo Bonilla
- 2003: Rayman 3: Hoodlum Havoc jako Globox
- 2003: Niezwyciężony (Undefeated) jako Lex Vargas
- 2002: Epoka lodowcowa (Ice Age) jako Sid (głos)
- 2002: Na Własną rękę (Collateral Damage) jako Felix Ramirez
- 2002: Imperium (Empire) jako Victor
- 2002: Spun jako Spider Mike
- 2002: ZykZak (ZygZag) jako Singer
- 2001: Moulin Rouge! jako Henri de Toulouse-Lautrec
- 2001: Sądny dzień (What's The Worst That Could Happen?) jako Berger
- 2000: Baśnie tysiąca i jednej nocy (Arabian Nights) jako dżin
- 2000: Titan – Nowa Ziemia jako Gune (głos)
- 1999: Mordercze lato (Summer of Sam) jako Vinny
- 1998: Doktor Dolittle jako Szczur (głos)
- 1998: Wyliczanka (Body Count) jako Chino
- 1997: Szkodnik (The Pest) jako Pestario „Pest” Vargas
- 1997: Spawn jako Clown/The Violator
- 1996: Romeo i Julia jako Tybalt Capulet
- 1996: Fan (The Fan) jako Manny
- 1996: Krytyczna decyzja (Executive Decision) jako Rat
- 1995: Pożar Uczuć (A Pyromaniac's Love Story) jako Sergio
- 1995: Ślicznotki (To Wong Foo, Thanks for Everything! Julie Newmar)
- 1993: Życie Carlita (Carlito's Way) jako Benny Blanco
- 1993: Super Mario Bros. jako Luigi Mario
- 1991: Trzymaj z ferajną (Hangin' with the Homeboys) jako Johny
- 1990: Szklana pułapka 2 (Die Hard 2: Die Harder) jako Burke
- 1989: Ofiary wojny (Casualties of War) jako Diaz
- 1988: That Burning Question
- 1985: Mixed Blood jako Macetero